# Samir Azzimani
Samir Azzimani (en arabe: سمير عزيماني), né le 22 octobre 1977 à Levallois-Perret en France, est un skieur franco-marocain.
Il représente le Maroc aux Jeux olympiques d'hiver de Vancouver, en marquant le retour de cette nation depuis les Jeux d'Albertville en 1992. Il termine l'épreuve de slalom sans commettre de faute. En 2018, il court en ski de fond, sur le 15 km libre aux Jeux olympiques de Pyeongchang 2018 devenant ainsi le premier athlète de l'histoire des Jeux à se qualifier en ski alpin puis en ski de fond.

## Biographie
Il se lance dans une carrière de skieur notamment après avoir vu le drapeau marocain défiler aux Jeux olympiques d'Albertville en 1992.
Pour les Jeux olympiques d'hiver de 2014 à Sotchi, alors que ses points FIS en alpin sont suffisants pour une qualification quota B[réf. souhaitée], il décide de se lancer en ski de fond, notamment en raison des coûts trop importants qu'implique une participation en ski alpin et de blessures, dont l'une le contraint à se faire opérer. En 2013, pour sa préparation physique et technique, il traverse le Maroc en ski à roulettes du nord au sud, devenant ainsi le premier sportif à réaliser une telle performance[réf. souhaitée]. L'année suivante, il participe aux Championnats du monde de ski nordique, à Falun en Suède où il termine à la 62e place sur 66, avec un état de fatigue avancé dû au fait qu'il s'entraînait seul et devait tout gérer, ainsi qu'à des skis très mal préparés[réf. souhaitée]. Cette expérience est inédite pour la discipline car jamais un skieur alpin n'avait participé à des mondiaux de ski nordique[réf. souhaitée]. Après avoir obtenu son diplôme MBA en management du sport et avoir initialement travaillé sur le dossier de candidature du stade de Colombes, Samir décide d'aller dans le Doubs, dans le village le plus froid de France, à Mouthe, pour y travailler tout en s'entraînant après ses heures de travail. Il se sépare de son entraineur. En chemin, il croise Denis Boissière, l'entraineur de Mehdi khelifi qui avait couru le 15 kilomètres classique pour l'Algerie aux Jeux de Vancouver 2010. Ancien coach de Martin Fourcade, il accepte de reprendre les commandes de la préparation de Samir. Après plusieurs péripéties, ce dernier obtient à  l'été 2017, dans la douleur, sa qualification à Snowfarm (Nouvelle-Zélande) après avoir durement travaillé son physique alternant son job d'été d'homme a tout faire dans un centre de vacance au Grand Bornand "les rhododendrons" et ses seances d entrainement en ski roue, à velo et trail... pendant ses temps libre.
En février 2018, à l'ouverture des Jeux olympiques de Pyeongchang il devient pour la deuxième fois porte-drapeau, et premier athlète de l'histoire des jeux à se qualifier dans les disciplines du ski alpin et du ski de fond. Il est le premier athlète du monde arabe à concourir dans deux sports différents.
Ensuite, il continue son monitorat de ski alpin francais, écrit sa biographie et rêve d'une nouvelle expérience sportive olympique.
En 2025, il participe à la nouvelle version du Bigdil diffusée sur RMC Story.

## Palmarès

### Jeux olympiques
Ski alpin
| Épreuve / Édition | Vancouver 2010 |
| Slalom            | 44e            |
| Slalom géant      | 74e            |

Ski de fond
| Épreuve / Édition   | Pyeongchang 2018 |
| 15 kilomètres libre | 107e             |

### Championnats du monde
Ski alpin
| Épreuve / Édition | Saint-Anton 2001 | Saint-Moritz 2003 | Bormio 2005 | Val d'Isère 2009 |
| Slalom            | -                | DNF2              | DNF1        | BDNF1            |
| Slalom géant      | 46e              | 77e               | 76e         | BDNF2            |

Ski nordique
| Épreuve / Édition | Falun 2015 |
| 15 km             | 62e        |
| Sprint            | 125e       |